# 武川镇
武川鎮，又名贺延侯镇，是中國歷史上南北朝時北魏防衛柔然的六個軍鎮之一。原名黑城，後改為武川，地點約在今中華人民共和國内蒙古自治区武川县一帶。
最初设立诸镇时，不设州郡，镇将兼理军民政务，在辖区内流动巡防，当无固定城址。在北魏宣武帝景明（500年—503年）年间，开始筑城。城池遗址在今内蒙古自治区武川县西，具体位置不详。武川鎮為當時守邊的要地，聚集大量將領軍隊，許多武川鎮軍人出身的人物，在六鎮之亂後成為舉足輕重的人物，例如北周創立者宇文泰即為武川奐隊首領，隋文帝楊堅之父楊忠及其父祖也曾為武川軍人。唐朝李氏的祖先李虎也被認為是出身於武川鎮軍人。
六鎮之亂後，武泰元年（528年），廢鎮改為郡，名神武郡，屬朔州。武川镇不存。
武川县境内共发有三处北魏古城遗址，分别是土城梁古城、二份子城滩古城和下南滩古城，有认为位于武川县城西四公里大青山乡的下南滩古城即是武川镇遗址。